# 60 Miles an Hour
«60 Miles an Hour» es el segundo sencillo de la banda inglesa de rock alternativo New Order en su séptimo álbum Get Ready. Entró en las listas del Reino Unido en el número 29.

## Lista de canciones
CD #1NUOCD09 (UK & Europe)

Todas las canciones escritas y compuestas por Gillian Gilbert, Peter Hook, Stephen Morris and Bernard Sumner; except where indicated. 
| CD #1: NUOCD09 (UK & Europe) |                                        |          |  |
| N.º                          | Título                                 | Duración |  |
| 1.                           | «60 Miles an Hour» (radio edit)        | 3:50     |  |
| 2.                           | «Sabotage»                             | 4:50     |  |
| 3.                           | «Someone Like You» (Funk D'Void Remix) | 9:56     |  |

CD #2NUCDP09 (UK & Europe)
| CD #2: NUCDP09 (UK & Europe) |                                              |          |  |
| N.º                          | Título                                       | Duración |  |
| 1.                           | «60 Miles an Hour» (Supermen Lovers Remix)   | 4:56     |  |
| 2.                           | «Someone Like You» (James Holden Heavy Dub)  | 6:56     |  |
| 3.                           | «Someone Like You» (Futureshock Vocal Remix) | 8:05     |  |

CD0927434532 (Australia) - Tour EP
| CD: 0927434532 (Australia) - Tour EP |                                            |                                              |          |  |
| N.º                                  | Título                                     | Escritor(es)                                 | Duración |  |
| 1.                                   | «60 Miles an Hour» (radio edit)            |                                              | 3:50     |  |
| 2.                                   | «60 Miles an Hour» (Supermen Lovers Remix) |                                              | 4:56     |  |
| 3.                                   | «Someone Like You» (Funk D'Void Remix)     |                                              | 8:07     |  |
| 4.                                   | «Sabotage»                                 |                                              | 4:50     |  |
| 5.                                   | «True Faith» (Reading Festival 30/08/98)   | Gilbert, Stephen Hague, Hook, Morris, Sumner | 5:40     |  |
| 6.                                   | «Temptation» (Reading Festival 30/08/98)   |                                              | 7:27     |  |

DVDNUDVD09 (UK)
| DVD: NUDVD09 (UK) |                                         |          |  |
| N.º               | Título                                  | Duración |  |
| 1.                | «60 Miles an Hour (Radio Edit)» (Audio) | 3:50     |  |
| 2.                | «Sabotage» (Audio)                      | 4:50     |  |
| 3.                | «60 Miles an Hour» (Video)              | 3:59     |  |

## Posiciones
| Lista (2001)             | Posición |
| ------------------------ | -------- |
| UK Singles Chart         | 29       |
| Lista (2002)             | Posición |
| Australian Singles Chart | 37       |